# Парицкий, Йосеф
Йосеф Ицхак Парицкий (ивр. יוסף יצחק פריצקי‎; 14 сентября 1955, Израиль — 5 октября 2021) — израильский адвокат, колумнист и политик, был депутатом кнессета в 15 и 16 созывах, а также министром национальной инфраструктуры, энергетики и водоснабжения Израиля. Был женат, имел троих детей.

## Биография
Парицкий родился и вырос в иерусалимском районе Бейт-Хакерем, изучал юриспруденцию в Еврейском университете Иерусалима, после чего стал работать адвокатом.
Парицкий был известен как светский либерал, выступавший за разделение государства и религии в Израиле. Он основал ассоциацию Ам Хофши (Свободные люди) и был её председателем. В связи с его деятельностью ему было предложено место в списке движения «Шинуй» на выборах 1999 года в израильский кнессет.
В кнессете 15 созыва Парицкий был членом ряда комитетов и комиссий, включая комиссии по вопросам государственного контроля, по труду и благосостоянию и финансовую.
В 2003 году он был вновь избран депутатом, а также с 27.02.2003 по 13.07.2004 занимал пост министра национальной инфраструктуры, энергетики и водоснабжения в правительстве Ариэля Шарона.
Парицкий привнес кардинальные изменения в областях использования природного газа, электричества и водоснабжения. Он предложил организовать инфраструктурный подводный туннель между Турцией и Израилем, а также выдал лицензии первым частным электростанциям в Израиле.
Парицкий покинул пост министра в июле 2004 года по требованию главы «Шинуй» Томми Лапида, сохранив мандат в кнессете благодаря решению Палаты представителей.
После этого Парицкий объявил, что он формирует свою собственную партию «Цалаш» и будет баллотироваться на выборах 2006 года с целью не допустить попадания в кнессет «Шинуй», однако движение так и не приняло участие в выборах 2006 года.